# کودک: راز افسانه گمشده
کودک: راز افسانه گمشده (انگلیسی: Baby: Secret of the Lost Legend) فیلمی آمریکایی در سبک فانتزی و ماجراجویی به کارگردانی بیل ال. نورتون است که در سال ۱۹۸۵ منتشر شد. از بازیگران آن می‌توان به ویلیام کت، شان یانگ، پاتریک مک‌گوئن، جولین فلوز و ادوارد هاردویک اشاره کرد.